# Anthinora
Anthinora é um gênero de traça pertencente à família Agonoxenidae.